# Кувейт на літніх Олімпійських іграх 2000
Кувейт брав участь у Літніх Олімпійських іграх 2000 року у Сіднеї удев'яте за свою історію, і завоював одну олімпійську медаль (бронза, Фехаід Аль-Діханов).

## Список медалістів
| Медаль | Спортсмен          | Вид спорту | Дисципліна | Дата       |
| ------ | ------------------ | ---------- | ---------- | ---------- |
| Бронза | Фехаід Аль-Діханов | Стрільба   | Дабл трап  | 20 вересня |

## Склад олімпійської збірної Кувейту

### Плавання
Спортсменів — 1
У наступний раунд на кожній дистанції проходили найкращі спортсмени за часом, незалежно від місця зайнятого у своєму запливі.
Чоловіки
| Спортсмен         | Змагання       | Попередні запливи | Попередні запливи | Півфінали  | Півфінали  | Фінал      | Фінал      |
| Спортсмен         | Змагання       | Результат         | Місце             | Результат  | Місце      | Результат  | Місце      |
| ----------------- | -------------- | ----------------- | ----------------- | ---------- | ---------- | ---------- | ---------- |
| Файзал Аль-Махмід | 100 м на спині | 1:05,17           | 54                | Не пройшов | Не пройшов | Не пройшов | Не пройшов |

### Стрільба
Спортсменів — 1
Після кваліфікації найкращі спортсмени за очками проходили в фінал, де продовжували з очками, набраними у кваліфікації. У деяких дисциплінах кваліфікація не проводилась. Там спортсмени виявляли найсильнішого в один раунд.
Чоловіки
| Спортсмен        | Змагання | Кваліфікація | Місце | Фінал | Місце | Всього | Місце |
| ---------------- | -------- | ------------ | ----- | ----- | ----- | ------ | ----- |
| Халед Аль-Мудхаф | треп     | 115          | 5     | 24    | 2     | 139    | 4     |